# Max Principale
Louis Maxime Candide Principale dit Max Principale, né le 16 février 1915 à Monaco commune où il est mort le 31 août 1998, a été conseiller national monégasque, ainsi que président de l'AS Monaco FC de 1964 à 1968.

## Biographie
Max Principale a été le président de l'AS Monaco FC de 1964 à 1968, succédant au président monégasque Antoine Romagnan.
Max Principale a été par ailleurs conseiller national entre 1963 et 1993. 